# Nagybodolya
Nagybodolya (horvátul Podolje, németül Potle) falu Horvátországban, Eszék-Baranya megyében.

## Fekvése
Pélmonostortól 11 km-re északkeletre, a Karasica-patak jobb partján és a Báni-hegység északi lejtőin fekszik. Közigazgatásilag Darázshoz tartozik.

## Története
Árpád-kori település. Nevét 1296-ban Budula néven említette először oklevél.
1308-ban Budula, 1330-ban Bodylia, Bodyla' néven írták.
1296 előtt (Véki) Pál fiaié Jánosé és Pálé volt, de mivel azok a böszörmény Mizse nádor testvérével Ayzával cimboráltak, hűtlenségük miatt III. Endre király elvette tőlük, és Andronicus veszprémi prépostnak adta.
1308-ban (a Vékiek unokatestvére) Tardi Miklós vejének, Vasszegi Domokosnak adta át a birtokot, ezt a király is megerősítette.
1323-ban a településről ekkor már Bodolyaiként nevezett Miklós Valkó vármegyei Tard birtokát átadta Agatha nevű lányának Tardi Lászlónénak és Margareta nevű unokájának Vasszegi Domokos lányának.
1330-ban a birtokon ismét Véki Pál és János fiai osztoztak meg a birtokon.
Ezután eleinte a Bodolaiaké volt, akik 1392-ben hetivásárjogot szereztek számára, később Bodolai Péter hűtlensége következtében (1422-ben zálog, 1424-ben pedig királyi  adomány címén) a Marótiak birtoka lett, akik valpói uradalmukhoz csatolták. Ekkor már biztosan mezőváros, hiszen birtoklásával országos vásárok, kastélyok és erősségek jártak. 1481-ben a Marótiaknak kihaltával Mátyás király unokatestvéreinek, vingárti Geréb Péternek és Mátyásnak adományozta. 1494-ben még a Gerébek birtoka volt.
1526-ban a közelgő háborús veszély hatására elnéptelenedett, majd újratelepült. 1543-ban a Mohácsi szandzsákon belül a Baranyavári náhije része lett. Az 1591-es török adókönyvben a falu „Bodoja” néven 10 adózóval szerepel, a nevek alapján tiszta magyar lakossággal.
A térség 1687-ben szabadult fel a török uralom alól. A felszabadítás után a bellyei uradalom része lett, melyet hadi érdemeiért királyi adományként Savoyai Jenő herceg kapott meg. Savoyai 1736-os halála után, miután örököse nem volt, a birtok a kamarára szállt. Mária Terézia 1780. május 5-én leányának, Mária Krisztina ausztriai főhercegnőnek és férjének, Szász-Tescheni Albert hercegnek adományozta. Miután ők is gyermektelenek voltak, a birtokot Károly Lajos főherceg örökölte. Károly örököse fia, Albrecht lett, majd halála után Albrecht testvérének fia, Frigyes lett a következő ura, egészen az első világháborúig.
1857-ben 735, az 1910-es népszámláláskor 1315 lakosa volt. A trianoni békeszerződésig Baranya vármegye Baranyavári járásához tartozott. Az első világháború után az új szerb-horvát-szlovén állam, majd később (1929-ben) Jugoszlávia része lett. Nevét a délszláv hatóságok Bodolyáról Podoljéra szlávosították. 1941 és 1944 között ismét Magyarországhoz tartozott, majd a háború után ismét Jugoszlávia része lett. A második világháború óta a fiatalok elvándorlása miatt egyre inkább elnéptelenedett. 1991 óta a független Horvátországhoz tartozik. 1991-ben lakosságának 63%-a magyar, 23%-a horvát, 3%-a szerb nemzetiségű volt. A településnek 2011-ben 140 lakosa volt.

## Gazdaság
A településen hagyományosan a mezőgazdaság, az állattartás és a szőlőtermesztés képezi a megélhetés alapját.

## Népessége
| Lakosság változása | Lakosság változása | Lakosság változása | Lakosság változása | Lakosság változása | Lakosság változása | Lakosság változása | Lakosság változása | Lakosság változása | Lakosság változása | Lakosság változása | Lakosság változása | Lakosság változása | Lakosság változása | Lakosság változása | Lakosság változása |
| ------------------ | ------------------ | ------------------ | ------------------ | ------------------ | ------------------ | ------------------ | ------------------ | ------------------ | ------------------ | ------------------ | ------------------ | ------------------ | ------------------ | ------------------ | ------------------ |
| 1857               | 1869               | 1880               | 1890               | 1900               | 1910               | 1921               | 1931               | 1948               | 1953               | 1961               | 1971               | 1981               | 1991               | 2001               | 2011               |
| 735                | 999                | 976                | 1.243              | 1.315              | 1.315              | 1.133              | 1.043              | 841                | 785                | 666                | 487                | 363                | 282                | 168                | 140                |

## Nevezetességei
Egykor a Bodolya melletti Páli felett a hegyen emelkedett Vasszegvára, melynek 1330-ban már csak a helye állt. 
Bodolya, és talán e vár is azonos lehetett az 1248-ban említett Csabavárával, melyet uradalmával Csaba utódai, a Bodolyai, Tardi, Véki és Csúzai családok bírtak.
A vár lerombolása valószínűleg III. András korára tehető, aki a hűtlen, böszörmény Mizse nádor testvérével szövetkező Vékiek uradalmát elkobozta és az 1298 évi törvény 10. pontja értelmében a környéket károsító várak lerombolását rendelte el. (Kovachich: Sylloge decretorum I. 31) 
1308-ban Bodolyai Miklós veje Vasszegi Domokos királyi apród kapta meg az uradalmat, és 1312-ben ő íratta át a Csabaváráról szóló, 1321-ben az 1308. évi adományt tárgyaló oklevelet, és 1324-ben már néhaiként szerepelt, mint Csabagáta egykori tulajdonosa. 
Várkastélyát 1421-től említik. 1465-ben Vasvárnak nevezik, valószínű elődje a 13. században elpusztult Vasszegvára volt. Mára nyoma sem maradt. 
Szent Anna tiszteletére szentelt római katolikus temploma  a Báni-hegység északnyugati lejtőjén áll. A templom homlokzata nyugatra néz. A templomon látható, hogy többször javították és bővítették.

## Oktatás
Tanulói Darázsra járnak iskolába.

## Sport
Az NK Bratstvo Podolje labdarúgóklub a 20. században működött.